# Phyllanthus cladotrichus
Phyllanthus cladotrichus är en emblikaväxtart som beskrevs av Johannes Müller Argoviensis. Phyllanthus cladotrichus ingår i släktet Phyllanthus och familjen emblikaväxter. Inga underarter finns listade i Catalogue of Life.